# Никулино (Парфеньевское сельское поселение)
Никулино — деревня в Парфеньевском муниципальном округе Костромской области России. До 2021 года входила в состав Парфеньевского сельского поселения.

## География
Деревня находится в центральной части Костромской области, в подзоне южной тайги, к востоку от автодороги 34К-207, на расстоянии приблизительно 13 километров (по прямой) к северо-востоку от Парфеньева, административного центра района. Абсолютная высота — 128 метров над уровнем моря.

### Климат
Климат характеризуется как умеренно континентальный, с продолжительной холодной многоснежной зимой и коротким сравнительно тёплым летом. Среднегодовая температура воздуха — 2,6 °C. Средняя температура воздуха самого холодного месяца (января) — −12,5 °C (абсолютный минимум — −47,1 °C); самого тёплого месяца (июля) — 17,4 °C (абсолютный максимум — 36,4 °С). Продолжительность периода активной вегетации растений (выше 10 °C) составляет примерно 120 дней. Годовое количество атмосферных осадков — 611 мм, из которых 445 мм выпадает в период с апреля по октябрь.

### Часовой пояс
Деревня Никулино, как и вся Костромская область, находится в часовой зоне МСК (московское время). Смещение применяемого времени относительно UTC составляет +3:00.

## Население
| 2008 | 2010 | 2014 |
| ---- | ---- | ---- |
| 5    | ↘3   | ↗4   |

### Национальный состав
Согласно результатам переписи 2002 года, в национальной структуре населения русские составляли 100 % из 14 чел.